# Braunsbedra
Braunsbedra é um município da Alemanha, situado no distrito de Saale, no estado de Saxônia-Anhalt. Tem 74,34 km² de área, e sua população em 2019 foi estimada em 10.533 habitantes.